# Lyndon (Kentucky)
Lyndon es una ciudad ubicada en el condado de Jefferson en el estado estadounidense de Kentucky. En el Censo de 2010 tenía una población de 11002 habitantes y una densidad poblacional de 1.169,57 personas por km².

## Geografía
Lyndon se encuentra ubicada en las coordenadas 38°15′47″N 85°35′16″O / 38.26306, -85.58778. Según la Oficina del Censo de los Estados Unidos, Lyndon tiene una superficie total de 9.41 km², de la cual 9.32 km² corresponden a tierra firme y (0.91%) 0.09 km² es agua.

## Demografía
Según el censo de 2010, había 11002 personas residiendo en Lyndon. La densidad de población era de 1.169,57 hab./km². De los 11002 habitantes, Lyndon estaba compuesto por el 80.39% blancos, el 11.4% eran afroamericanos, el 0.25% eran amerindios, el 2.09% eran asiáticos, el 0.03% eran isleños del Pacífico, el 3.28% eran de otras razas y el 2.57% pertenecían a dos o más razas. Del total de la población el 6.85% eran hispanos o latinos de cualquier raza.